# Shahram Nazeri
Shahram Nazeri (en persan : شهرام ناظرى; en kurde : شارام نازری et Şehram Naziry), né le 18 février 1950 à Kermanshah est un chanteur kurde iranien.

## Biographie
Né le 18 février 1950 à Kermanshah, Shahram Nazeri apprend la musique très tôt avec son père lors de cérémonies soufies puis étudie le répertoire (radif) de la musique iranienne auprès des maîtres Mahmoud Karimi, Nour Ali Boroumand et Abdollah Davami. Il étudie à l'école supérieure de musique de Téhéran.
Shahram Nazeri est l'un des musiciens, ténors et compositeurs iraniens les plus prestigieux et mondialement connu d'aujourd'hui. Il a commencé à se produire pour la première fois à l'âge de 9 ans et a collaboré avec des compositeurs, des dirigeants d'orchestres et des groupes musicaux en Iran et dans le monde. En tant que jeune artiste, il connaissait déjà les styles vocaux traditionnels, mais il s'est aussi intéressé à de nouvelles mélodies et styles musicaux. Il s'est notamment inspiré des traditions musicales kurdes et d'autres ethnies iraniennes. Il a joué un rôle important dans la maîtrise du grand livre épique Shahnameh et en plongeant dans la poésie de Djalâl ad-Dîn Rûmî. Il est aussi un pionnier créatif dans l'utilisation des chefs-d'œuvre de la Poésie iranienne et de poètes comme Nima Youchidj et Mehdi Akhavan-Sales pour créer des œuvres qui mêlent la tradition et la modernité iranienne. 
Gol-e Sad Barg est son premier album. Les paroles sont des poèmes de Rumi. Le disque n'est pas immédiatement autorisé. En Iran, après la révolution de 1979, la musique moderne est interdite. Adapter des poèmes classiques est un moyen d'éviter la censure.
Avec Mohammad Reza Shadjarian et Alireza Eftekhari, il est l'un des chanteurs classiques les plus connus en Iran. Il a donné des concerts dans le monde entier avec des orchestres ou des petites formations ; à citer en particulier ses performances avec l'ensemble des maîtres sous la direction de Faramarz Payvar, avec le groupe Aref de Parviz Meshkatian, le groupe des Kamkar ou l’Ensemble Dastan de Hamid Motebassem. Il se produit en concert à Paris en 1988, en 2017, puis en 2022. Il fut aussi le moteur du très grand succès du groupe kurde de tambur Shams. En petite formation, il s'accompagne généralement au setâr.
Son fils Hafez Nazeri (en) est également musicien. Ils ont collaboré à plusieurs albums.

## Discographie
Shahram Nazeri a participé à environ une quarantaine d'albums. Les principaux sont :
- 1984 : Gol-e Sad Barg (« La rose aux cent pétales »)
- 1989 : Leili Va Majnoon (« Leïla et Majnoun »)
- 1996 : Shourangiz
- 2001 : Mythical Chant
- 2005 : Loolian avec l’Ensemble Dastan
- 2007 : The Passion of Rumi (en)

## Distinction
Il a été décoré de la Légion d'honneur et des insignes d'Officier des arts et des lettres français en 2007,. Il est le premier musicien iranien et le premier Kurde à recevoir la Légion d'honneur.
Il a aussi reçu le "Prix Bita des Arts Persans" en 2024